# Jaime Cuartas
Jaime Alexander Cuartas Medina est un joueur d'échecs colombien né le 28 octobre 1975 à Bello près de Medellín.
Au 1er mai 2019, Cuartas est le numéro un colombien avec un classement Elo de 2 540 points.

## Biographie et carrière
Cuartas finit 17e du premier championnat continental américain en 2001 avec 7,5 points sur 11 (tournoi remporté par Alex Yermolinsky. En 2006, il remporte l'open de Badalone au départage avec 7,5 points sur 9. En 2008, il finit 1er-8e de l'open de Sitges (septième au départage) et deuxième de l'open de Poblenou
Il obtint le titre de grand maître international en 2009, grâce à ses résultats de 2006 et 2008.
Il a représenté la Colombie lors de sept olympiades de 2002 à 2014, jouant au premier échiquier colombien de 2008 à 2014 et marquant depuis 2004 au moins la moitié des points à chaque participation.
En juin 2017, il finit à la 17e place du championnat continental américain avec 7,5 points sur 11 (victoire de Samuel Sevian).